# Тернава (Самбірський район)
Терна́ва — село в Україні, у Самбірському районі Львівської області. Орган місцевого самоврядування — Добромильська міська рада. 
Історична дата заснування 1374 рік. Святкування дня села 21 вересня. 
Село розташоване на річці Ясенка, за 22 км від районного центру; до обласного центру 97 км, до пожежної частини 2 км, лікарні 2 км.
Населення 638 осіб (2001 р.) Територія населеного пункту 178,3 га., під забудову та присадибні ділянки 37,4 га., орна земля 275,75 га., пасовища 100,6 га., території покриті водою (річки, озера 8,2 га.), громадські ліси 169,6 га. Стадіон 1 шт. 
У селі розташована Церква Різдва Пресвятої Богородиці, що побудована в 1928 році, конфесія УГКЦ. Храмове свято 21 вересня, Різдво Пресвятої Богородиці. 
З Тернави найзручніше (і найближче) підніматися на Сліпу Гору (560 м), що височить над південною околицею села. На цій горі, яку ще називають горою Гербурт, розташований Добромильський замок (замок Гербуртів).

## Історія
Колись у Тернаві добували сіль. В 1928 р. у селі мешкало 759 осіб, серед яких було 113 римо-католиків, 60 євреїв та 112 школярів.

## Населення

### Мова
Розподіл населення за рідною мовою за даними перепису 2001 року:
| Мова       | Кількість | Відсоток |
| ---------- | --------- | -------- |
| українська | 638       | 100%     |

## Фотографії

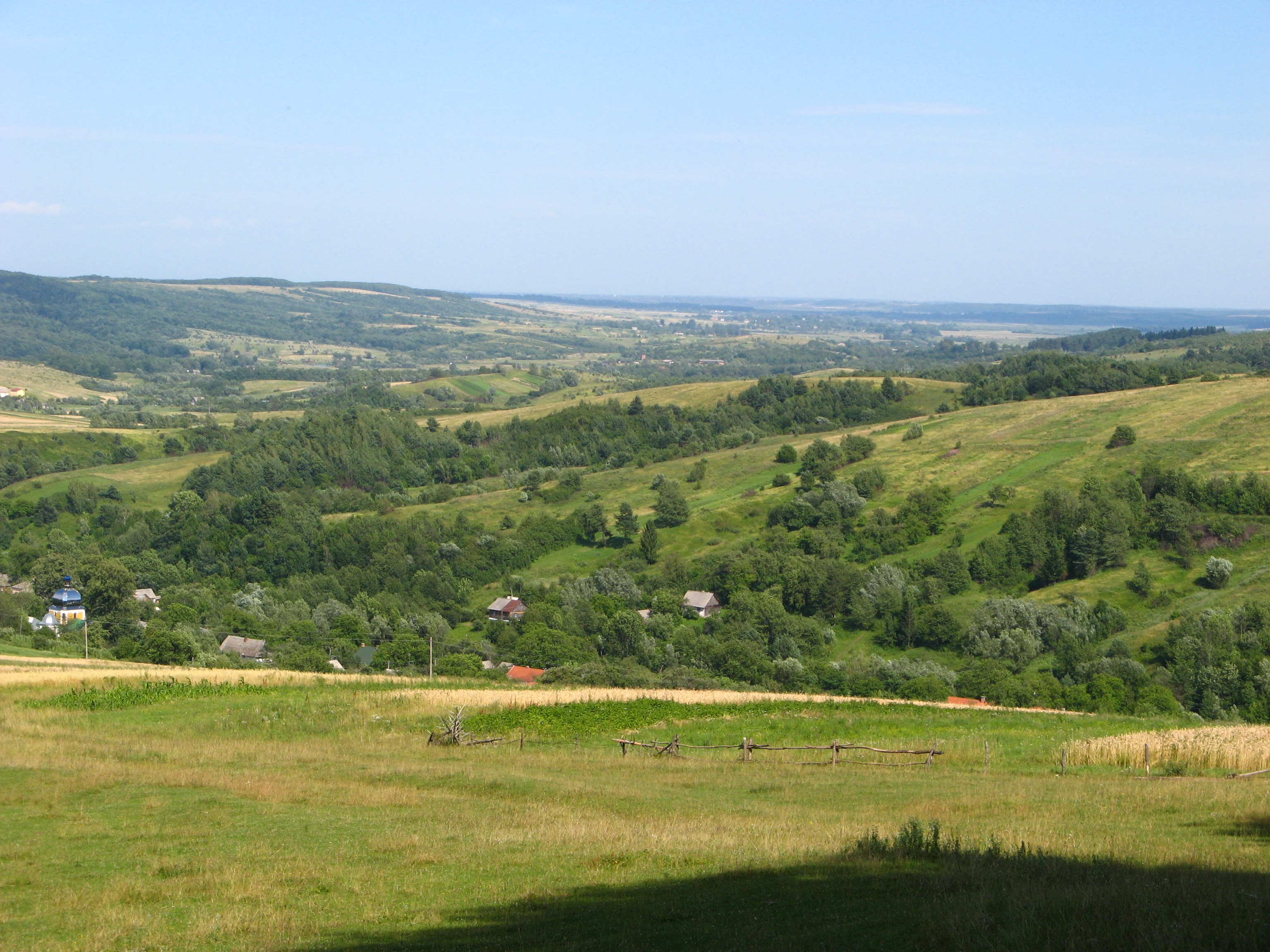
Вигляд на Тернаву з підніжжя замкової гори
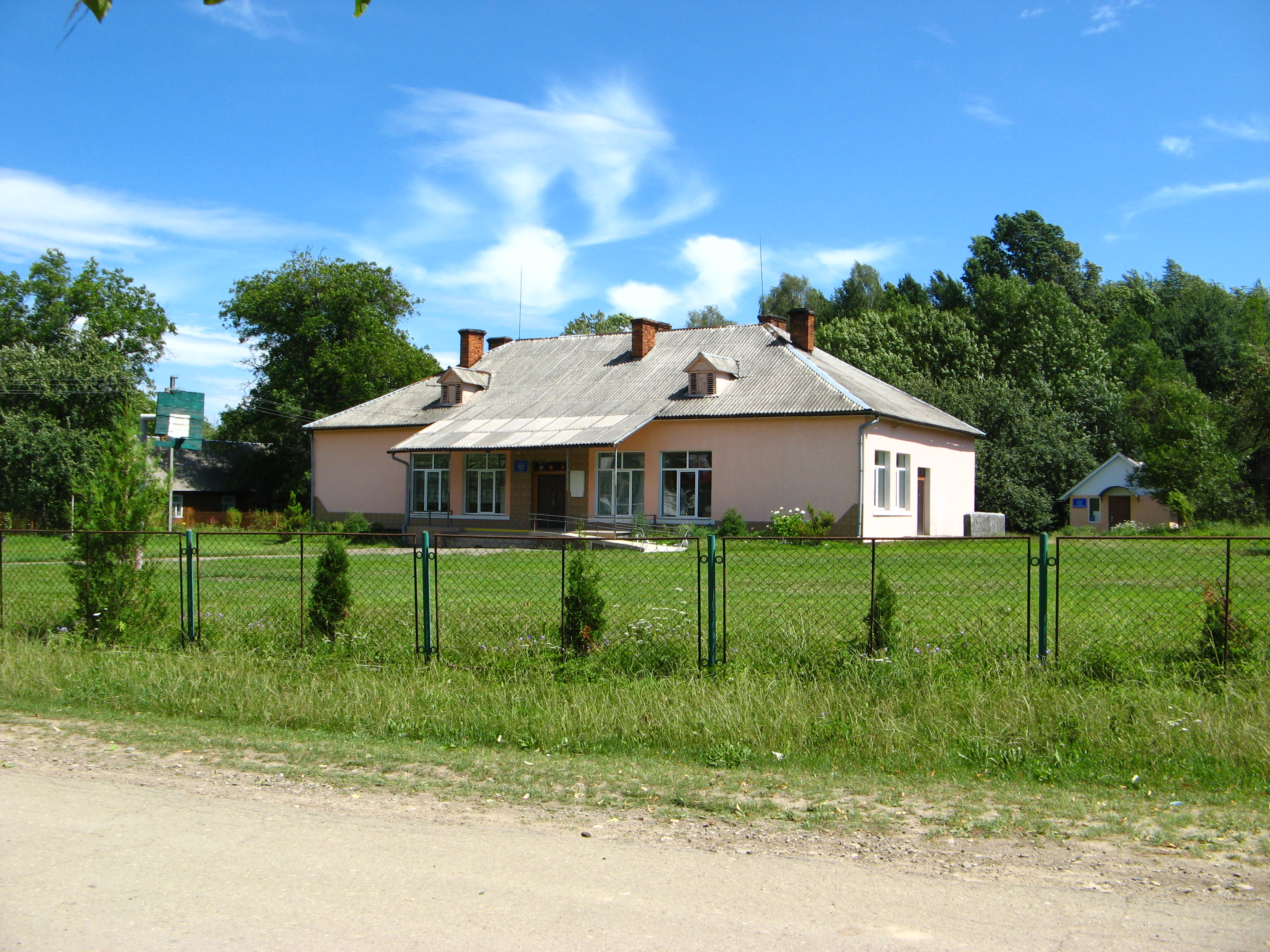
Школа
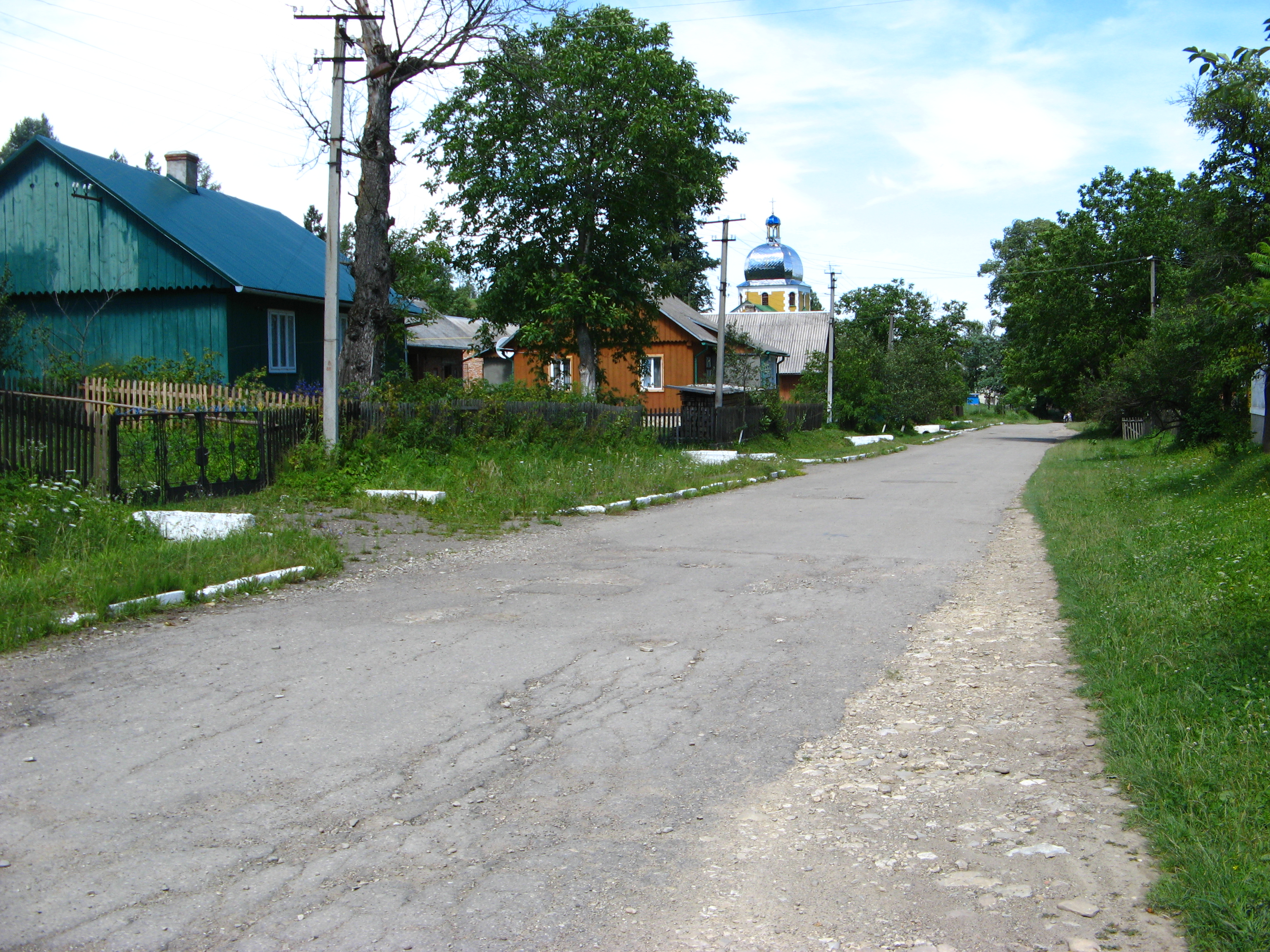
Центральна вулиця села
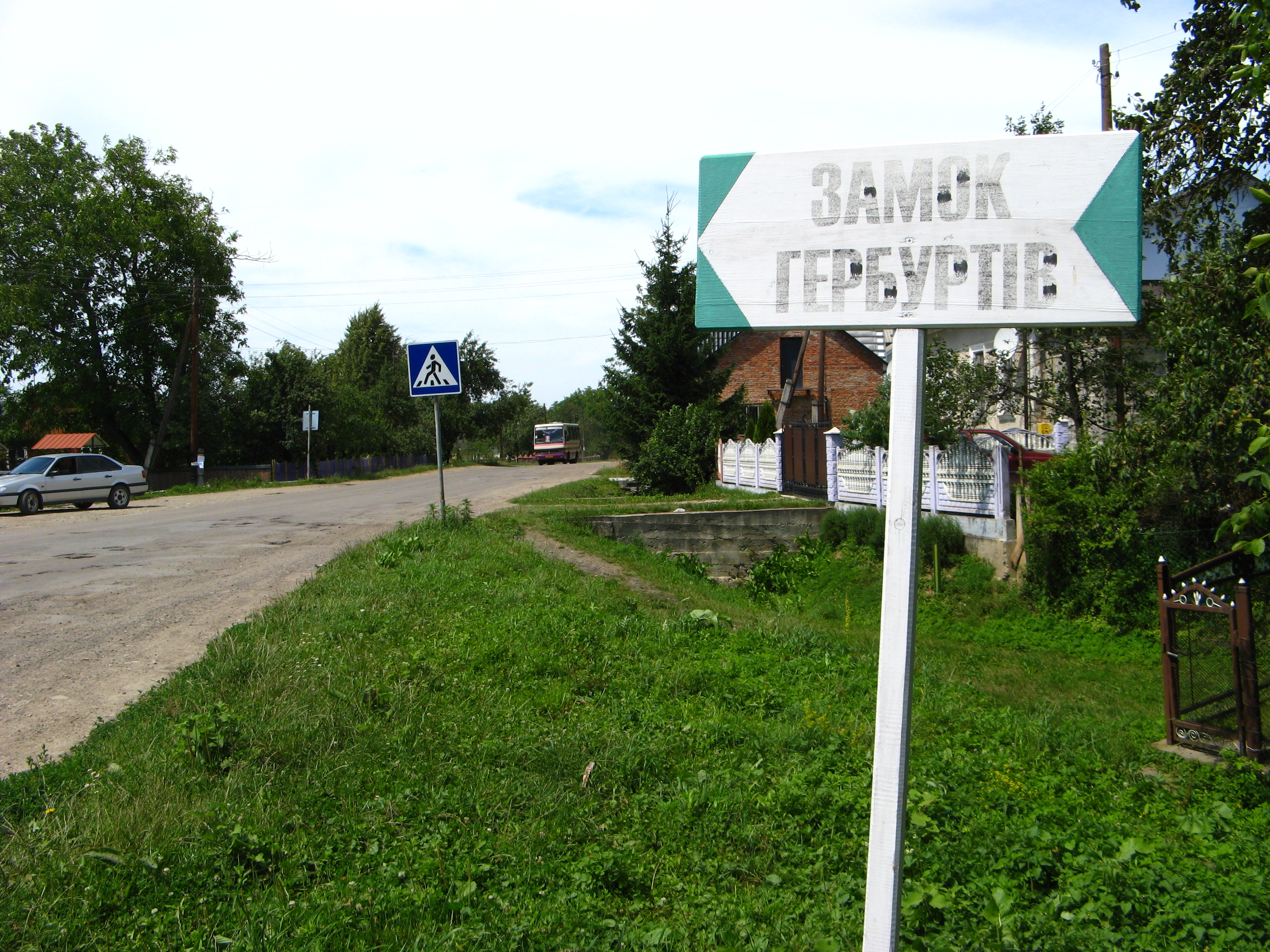
Вказівник при автошляху Т 1418 у Тернаві (звідси найближче до замку Гербуртів)

## Пам'ятки
- Церква Різдва Пресвятої Богородиці побудована у 1928 році, конфесія УГКЦ. Храмове свято 21 вересня, Різдво Пресвятої Богородиці
- Замок Гербуртів

Близько 1450 року львівський ловчий Микола Гербурт побудував на Сліпій горі біля Добромиля дерев'яний замок. Проте замок згорів під час нападу татар у 1497 р.
Будівництво мурованого замку почав Станіслав Гербурт 1566 р. відразу після того, як польський король Сигізмунд II Август надав місту Добромилю магдебурзьке право. У 1614 р. Ян Щасний Гербурт завершив і дещо перебудував цю твердиню, надавши їй ренесансного вигляду. Вона мала винятково оборонні функції, житлові корпуси використовувались тільки для тимчасового мешкання.
З 1622 р. замок перейшов у власність Конєцпольських.
Після поділу Польщі австрійський уряд видав розпорядження розібрати старі укріплення, що й частково було зроблено.
У плані замок овальної форми, займав площу подовгастого гребеня гори і мав довжину 85 м, ширину — 25 м. Завдяки своєму розташуванню був неприступним.
Фотографії (2012 р.)

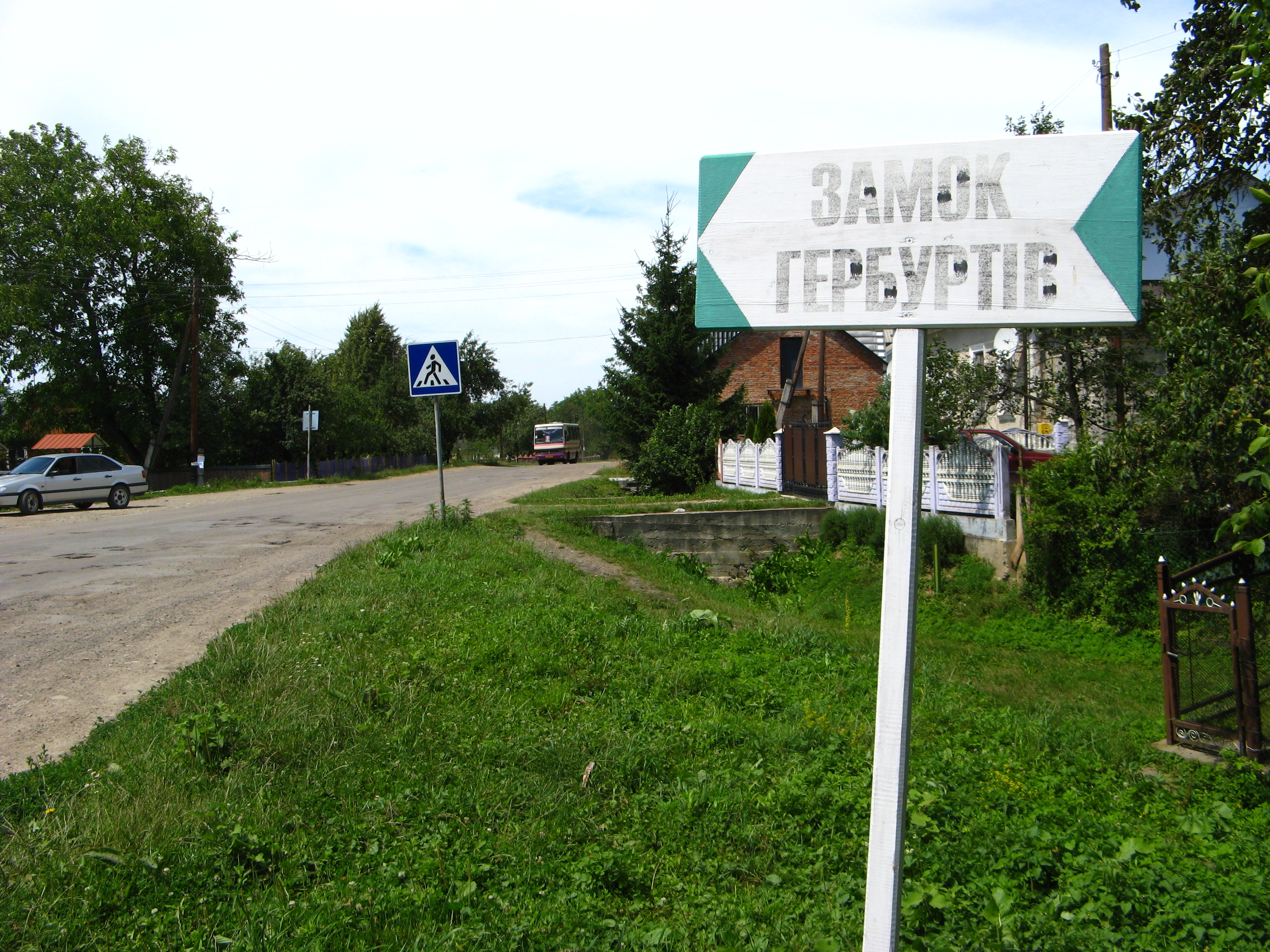
Вказівник при автошляху Т 14 01 у селі Тернава (звідси найближче до замку)
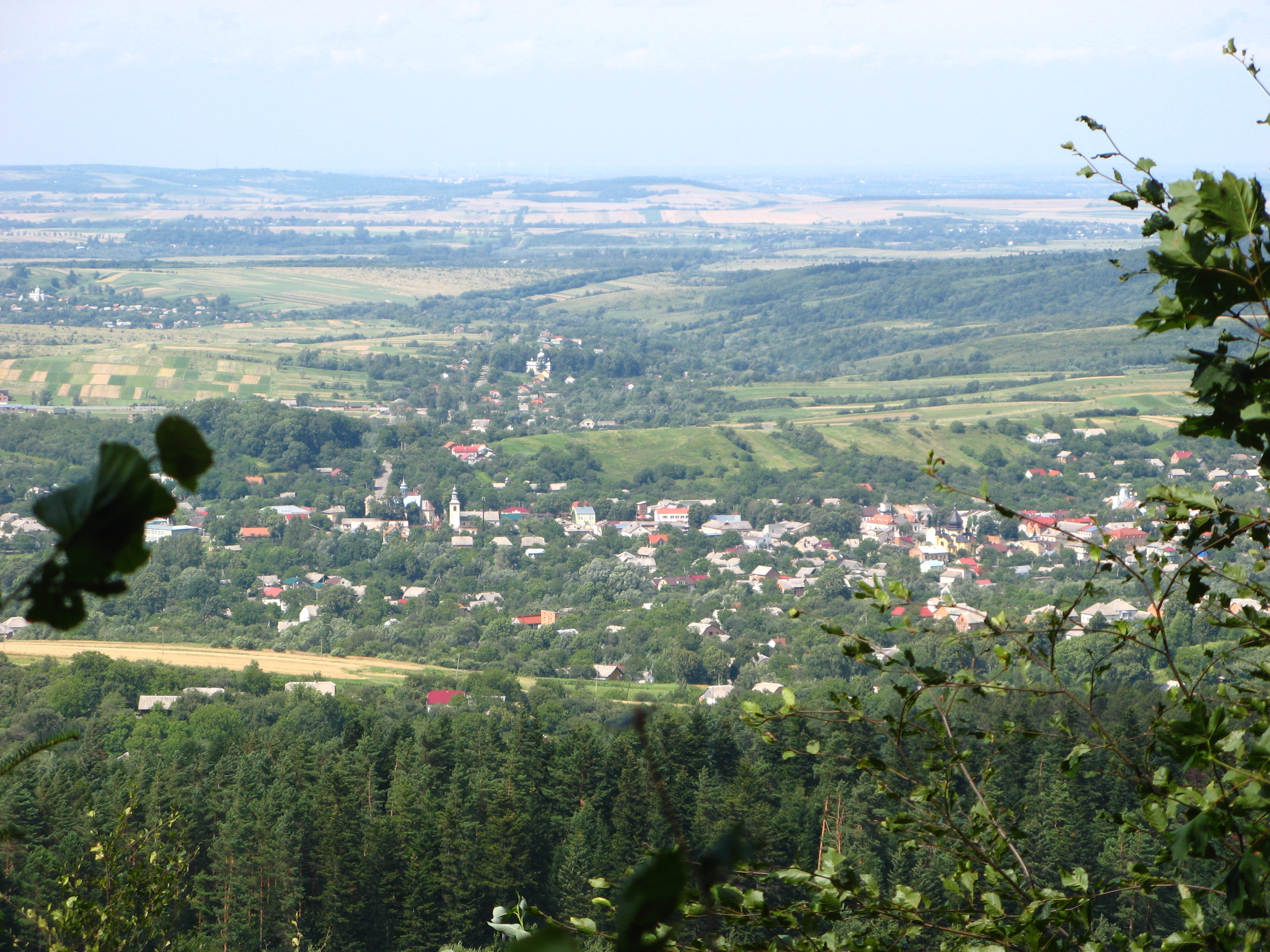
Вигляд із замкової гори на Добромиль та околиці (на обрії — місто Перемишль)
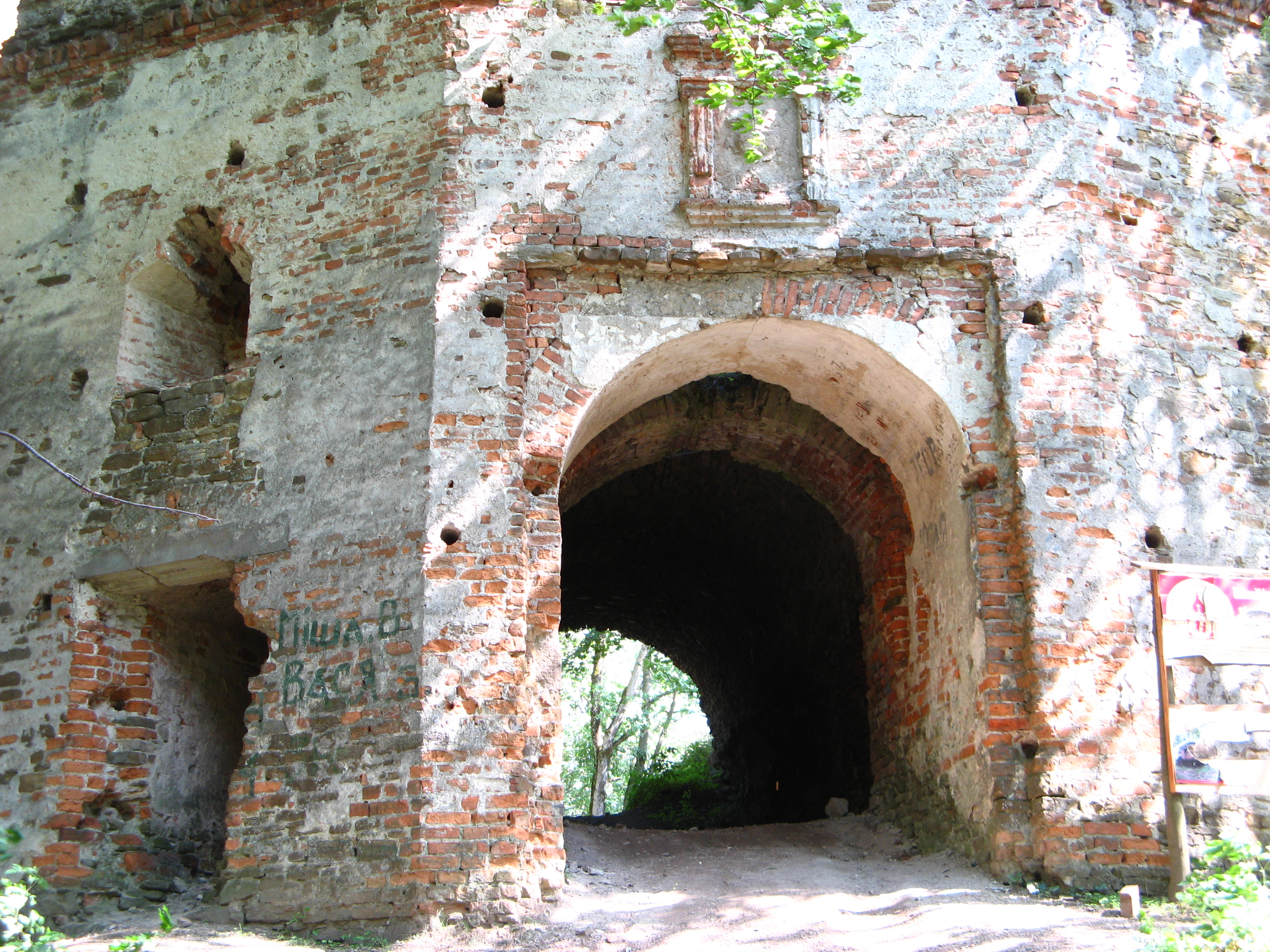
В'їзна брама і вхідні двері (зліва)
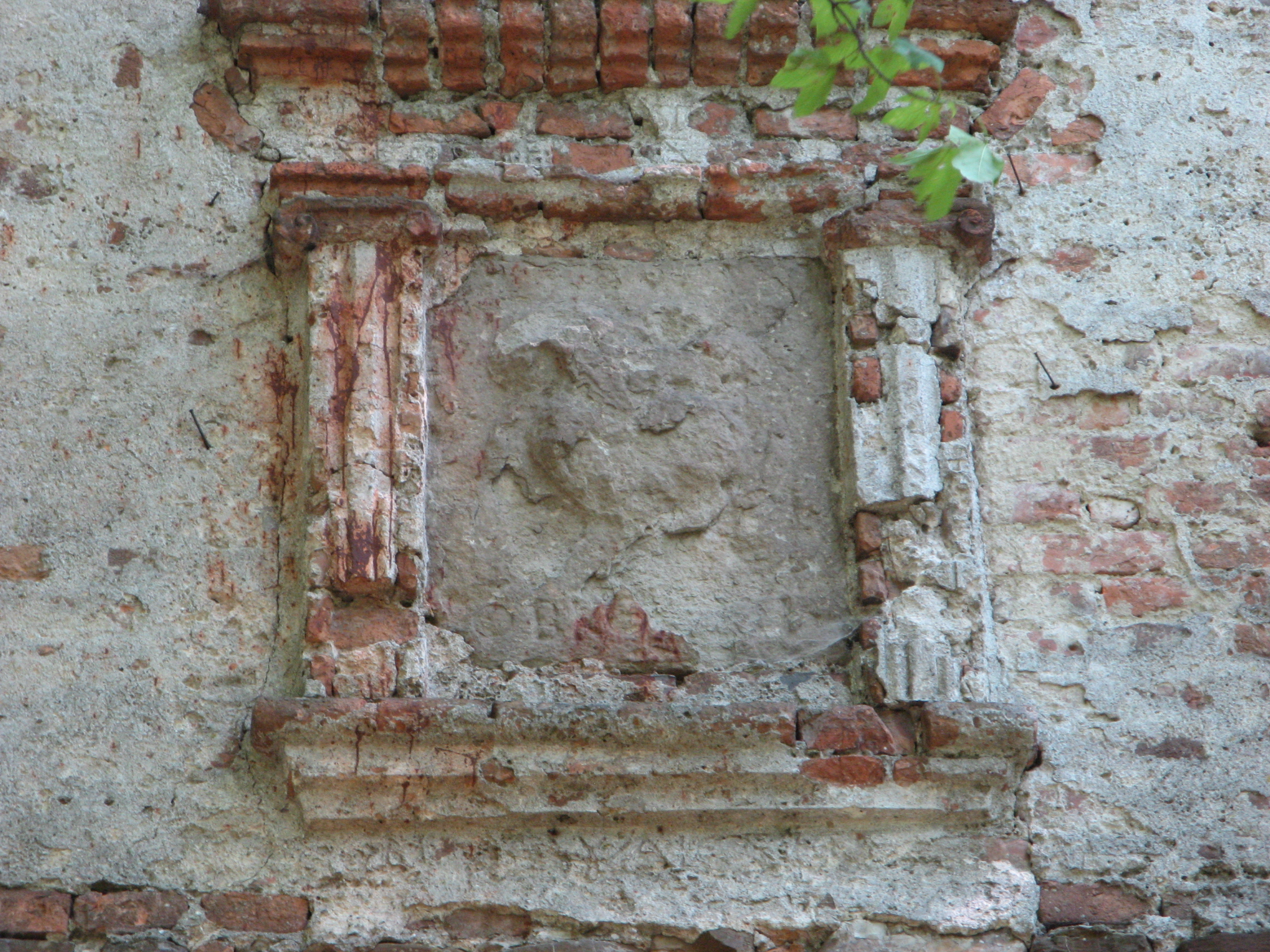
Залишки герба над брамою
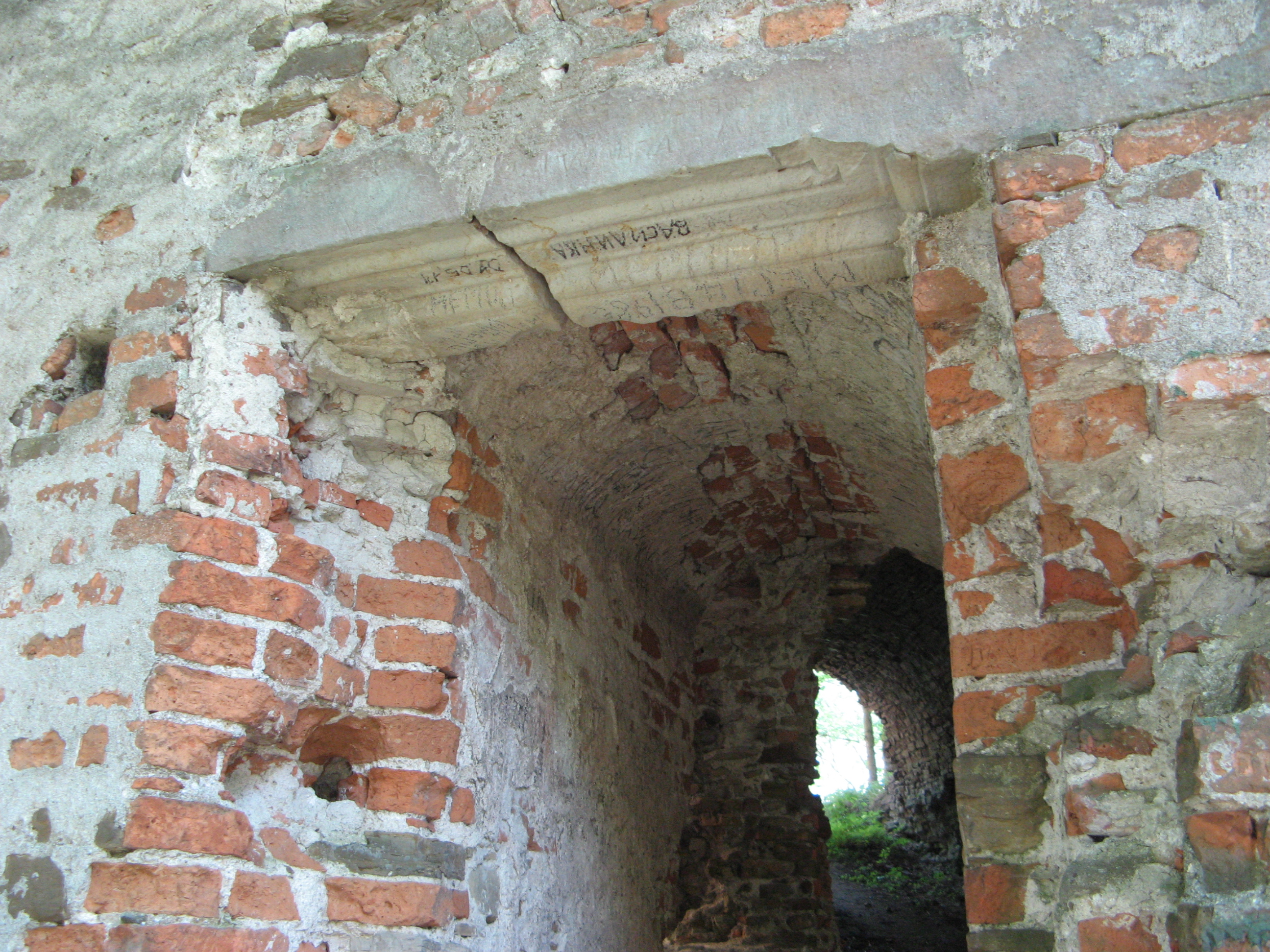
Залишки ренесансного порталу над вхідними дверима
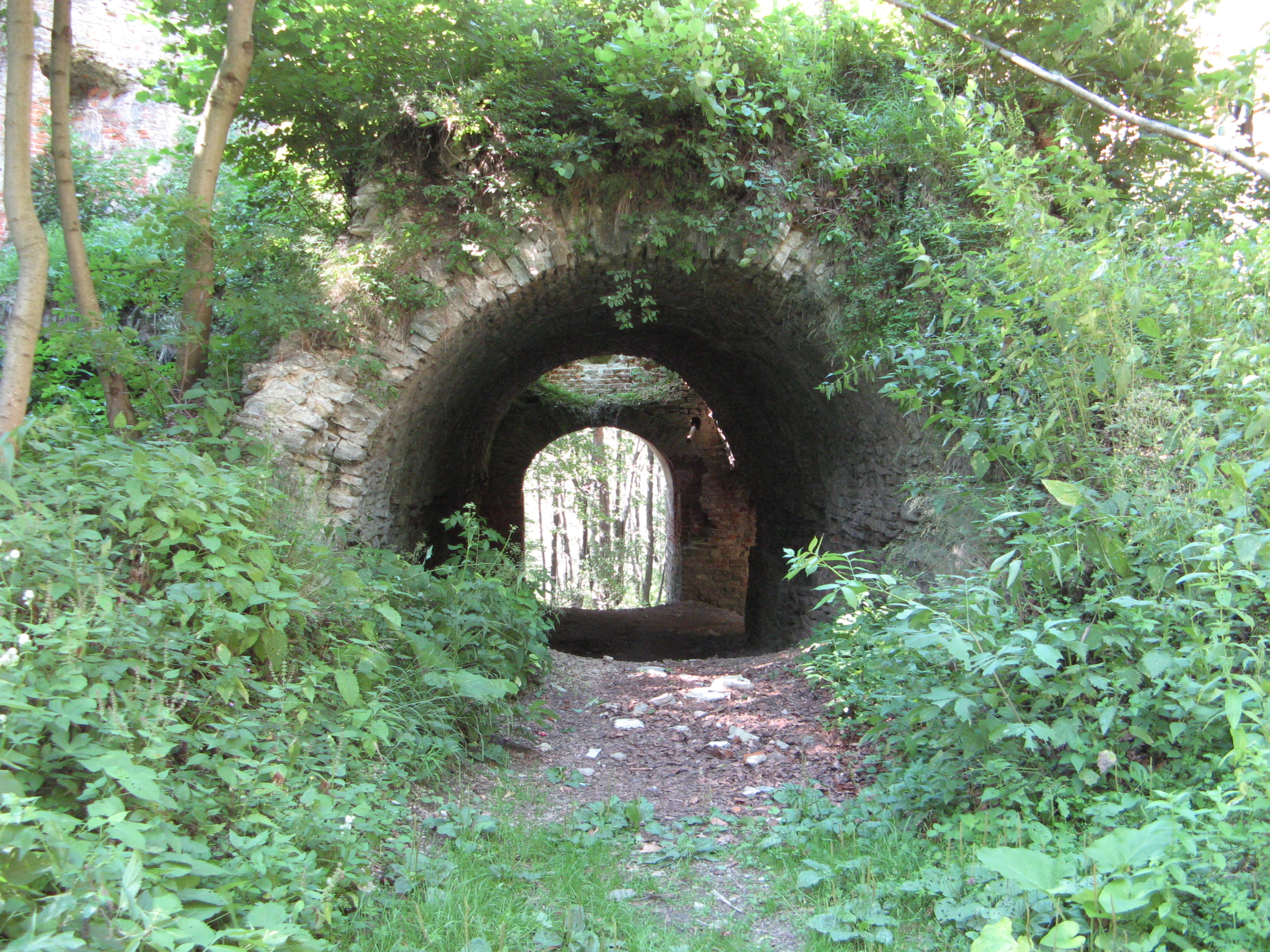
Вигляд на в'їзний коридор з подвір'я замку
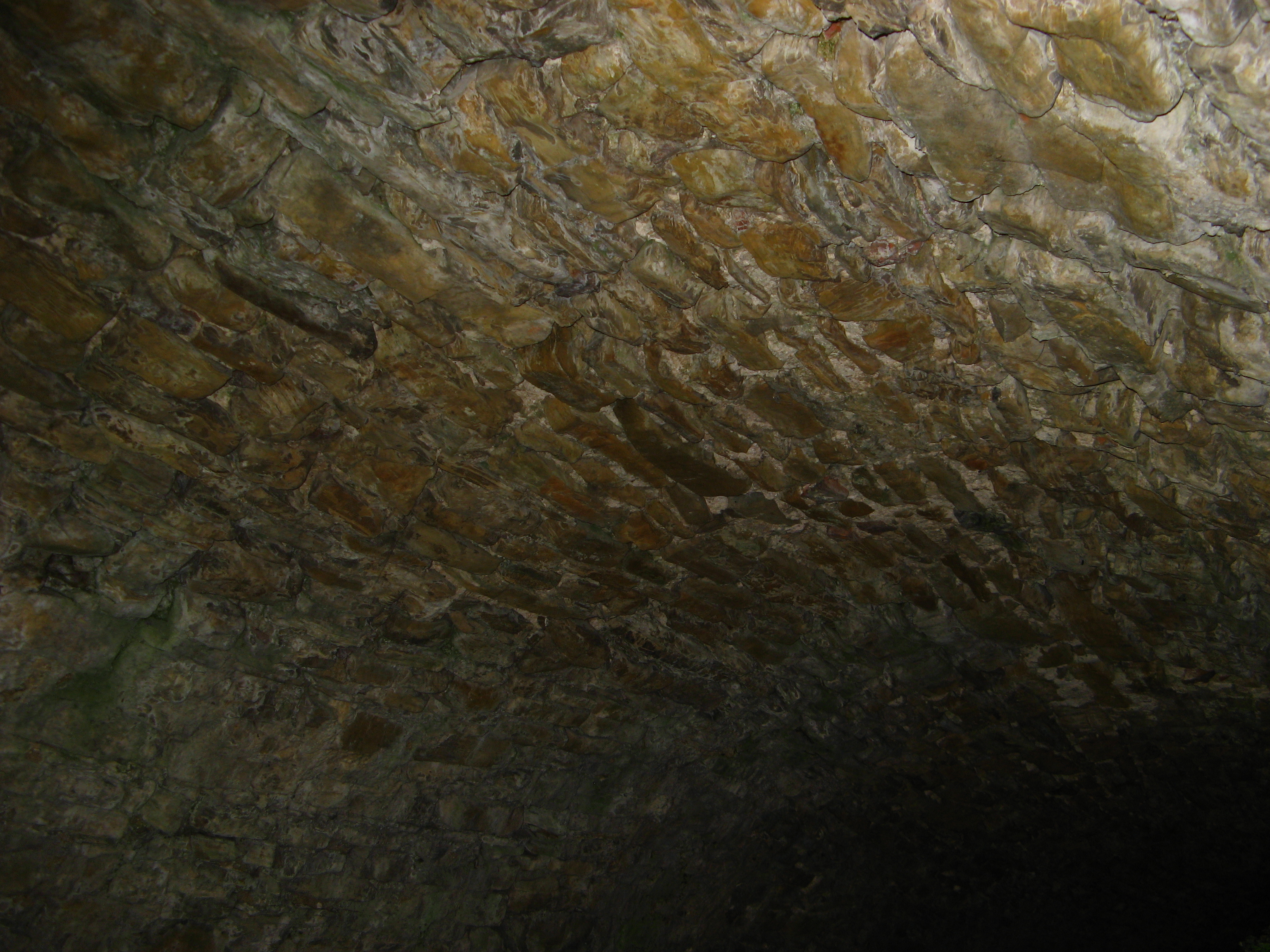
Кам'яне склепіння в'їзного коридору
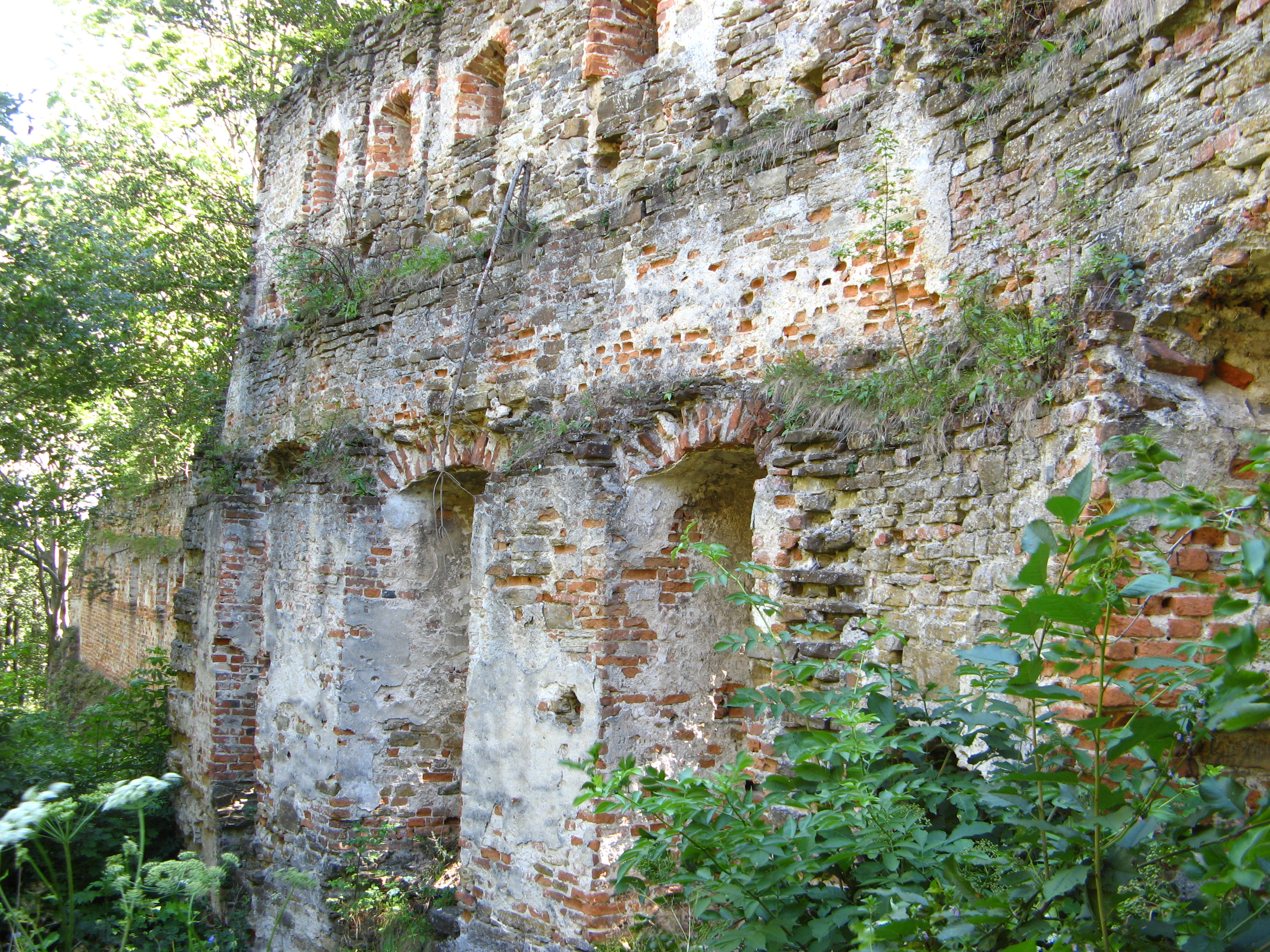
Південний мур з середини
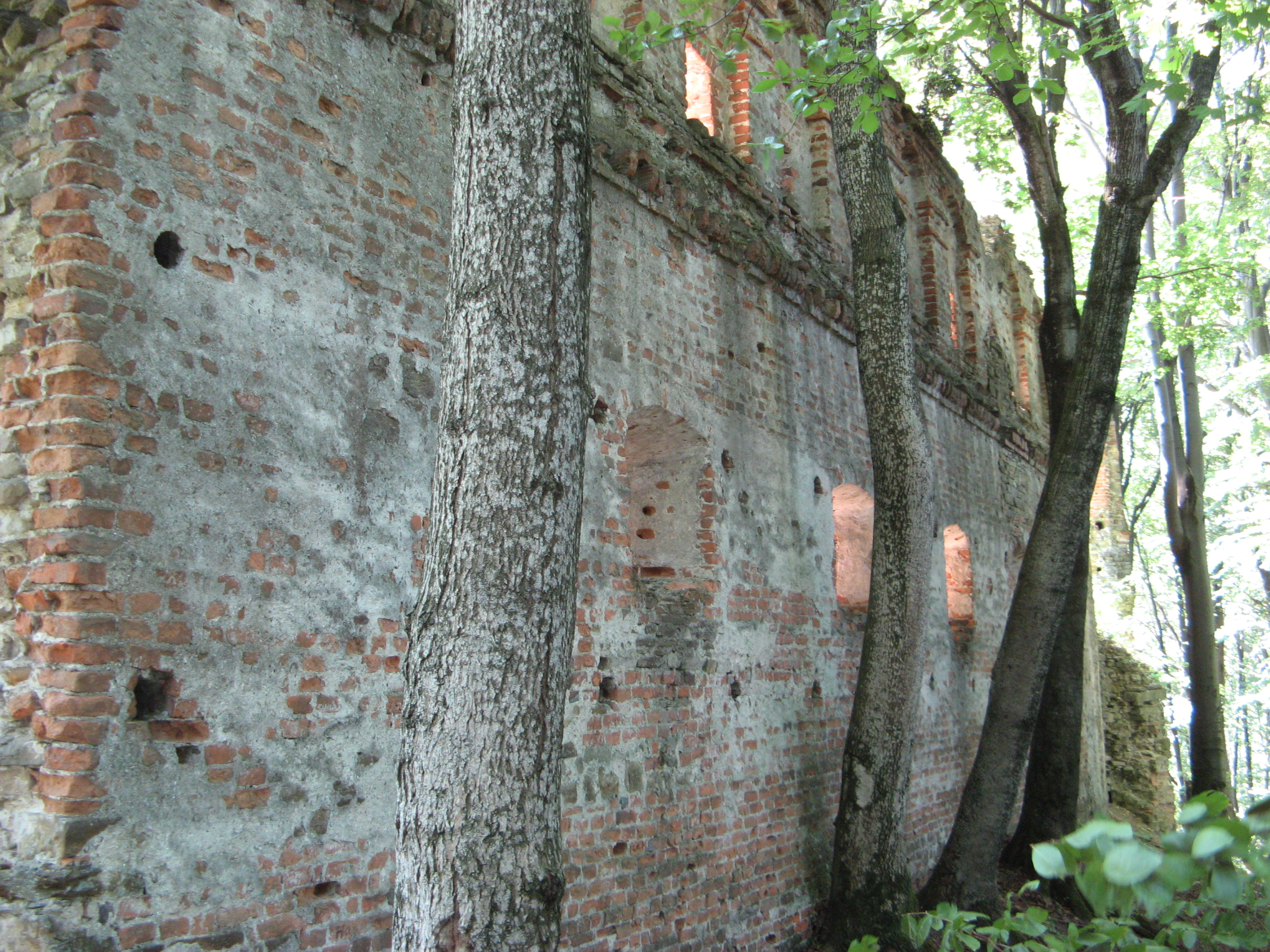
Північний мур ззовні
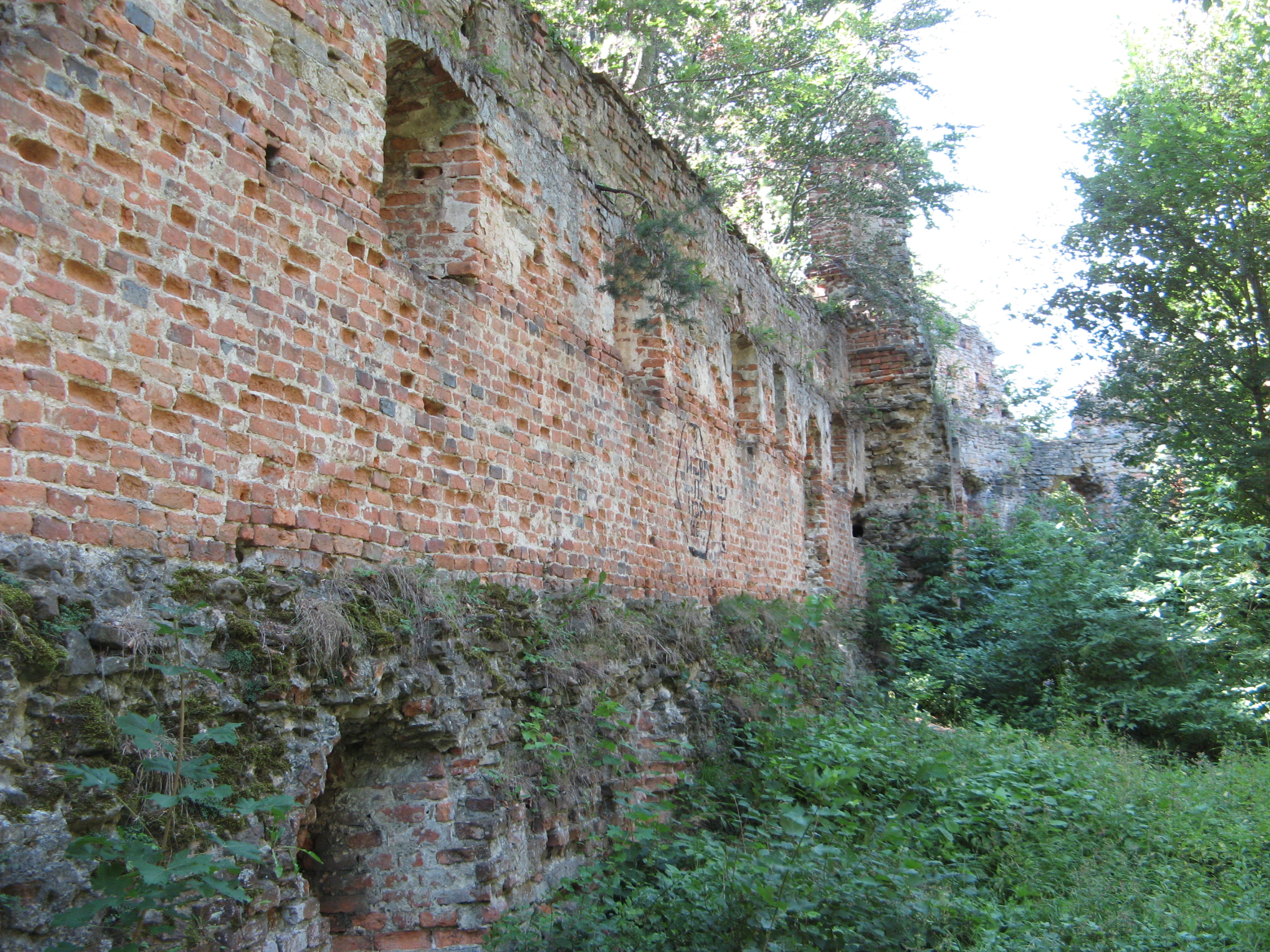
На замковому подвір'ї

## Адміністративний поділ
Тернавській сільській раді підпорядковуються 4 населених пункти, села:
- Тернава
- П'ятниця
- Рожеве
- Поляна